# Plugs for the Program
Plugs for the Program è un extended play del gruppo musicale statunitense Guided by Voices, pubblicato nel 1999 negli Stati Uniti d'America dalla TVT Records. Nel 2009 la TVT Records pubblicò una nuova ristampa del successivo EP, Hold on Hope, contenente anche l'intero materiale di questo EP.

## Tracce
Tutti i brani sono stati scritti da Robert Pollard.
1. Surgical Focus (remix)
2. Sucker of Pistol City
3. Picture Me Big Time (demo)